# Brunmaskad todityrann
Brunmaskad todityrann (Poecilotriccus latirostris) är en fågel i familjen tyranner inom ordningen tättingar.

## Utseende och läte
Brunmaskad todityrann är en liten och rätt färglös tyrann med stort huvud och kort stjärt. Fjäderdräkten är gråbrun med en rödaktig anstrykning nära näbbroten som gett arten dess namn. På vingarna syns att vingpennorna är gulkantade. Bland lätena hörs stammande drillar av melodiska toner och ett bestämt tjippande "tuck".

## Utbredning och systematik
Brunmaskad todityrann delas in i sju underarter med följande utbredning:
- Poecilotriccus latirostris mituensis – förekommer i sydöstra Colombia (MITU-regionen i Vaupés)
- Poecilotriccus latirostris caniceps – förekommer från tropiska sydöstra Colombia till östra Ecuador och östra Peru
- Poecilotriccus latirostris latirostris – förekommer i centrala Brasilien (mellan floderna Juruá och Purus i Amazonområdet)
- Poecilotriccus latirostris mixtus – förekommer från sydöstra Peru (norr Puno) till norra Bolivia
- Poecilotriccus latirostris ochropterus – förekommer från södra Brasilien (norra São Paulo) till östra Bolivia och västra Brasilien (Mato Grosso)
- Poecilotriccus latirostris austroriparius – förekommer i östra Brasilien (högra stranden av floden Tapajós nära Santarém i västra Pará)
- Poecilotriccus latirostris senectus – förekommer i Amazonområdet (Brasilien, nordöstra Amazonområdet och nordvästra Pará)

### Familjetillhörighet
Arten placeras traditionellt i familjen tyranner. DNA-studier visar dock att Tyrannidae består av fem klader som skildes åt redan under oligocen, pekar på att de skildes åt redan under oligocen, varför vissa auktoriteter behandlar dem som egna familjer. Brunmaskad todityrann med släktingar placeras då i Pipromorphidae.

## Levnadssätt
Brunmaskad todityrann hittas i tät undervegetation i fuktiga låglänta områden. Den förekommer kring skogsbryn, bambusnår, flodnära växtlighet och jordbruksområden där den kan vara rätt vanlig lokalt, men svår att få syn på.

## Status
Arten har ett stort utbredningsområde och beståndet anses vara stabilt. Internationella naturvårdsunionen IUCN listar den därför som livskraftig (LC).